# Flughafen Nadi

i8
i11
i13
Der internationale Flughafen Nadi (IATA-Code: NAN, ICAO-Code: NFFN) ist der wichtigste Flughafen der Fidschi-Inseln. Er liegt auf der Hauptinsel Viti Levu unweit der Stadt Nadi. Er ist Heimatflughafen der Fiji Airways.
Der Flughafen hatte noch bis in die 1980er-Jahre eine große Bedeutung für Transpazifik-Flüge, die meist noch nicht ohne Tankstopp möglich waren. Mit dem Erscheinen neuerer Langstreckenflugzeuge wie der Boeing 747-400, der McDonnell Douglas MD-11 oder dem Airbus A340 konnte der Pazifik dann nonstop überquert werden.